# Strabala rotunda
Strabala rotunda är en skalbaggsart som beskrevs av Blake 1953. Strabala rotunda ingår i släktet Strabala och familjen bladbaggar. Inga underarter finns listade i Catalogue of Life.